# Krzyż Dzielności Znamienitej
Krzyż Dzielności Znamienitej (ang. Conspicuous Gallantry Cross, CGC) – drugie w kolejności, po Krzyżu Wiktorii, odznaczenie bojowe Zjednoczonego Królestwa. Nadawane brytyjskim wojskowym oraz sojusznikom Wielkiej Brytanii, bez względu na stopień i rodzaj broni: „w uznaniu czynu lub czynów znamienitej dzielności podczas czynnych operacji przeciw nieprzyjacielowi” (in recognition of an act or acts of conspicuous gallantry during active operations against the enemy). Może zostać nadany wielokrotnie, a także pośmiertnie. Możliwe są również nadania zbiorowe.

## Historia
Krzyż został ustanowiony przez królową Elżbietę II w październiku 1993 roku, w ramach reformy systemu odznaczeń Zjednoczonego Królestwa. Zastąpił nadawany wcześniej Order Wybitnej Służby (może być on odtąd nadany jedynie za zasługi w dowodzeniu), Medal Wybitnego Zachowania oraz Medal Dzielności Znamienitej. Pierwsze nadanie miało miejsce w 1995 roku. Pierwszym odznaczonym został kapral Wayne Mills, nagrodzony za dzielność podczas konfliktu w Bośni i Hercegowinie. Do kwietnia 2012 miało miejsce 48 nadań indywidualnych (w tym 3 pośmiertne) oraz jedno zbiorowe (wspólne dla Royal Irish Regiment i Ulster Defence Regiment w 2006 roku).

## Opis
Odznaczenie jest wykonane ze srebra i ma kształt krzyża kawalerskiego (krzyż heraldyczny) z wieńcem laurowym podłożonym pod ramiona. Na awersie umieszczona jest centralnie okrągła tarcza z wizerunkiem Korony św. Edwarda. Rewers krzyża jest gładki, z miejscem przeznaczonym na wygrawerowanie stopnia, nazwiska i oddziału odznaczonego oraz daty nadania. Krzyż połączony jest ze wstążką za pomocą masywnego pięcioramiennego okucia. Wstążka jest biała z czerwonym paskiem pośrodku i węższymi ciemnoniebieskimi paskami wzdłuż brzegów. Kolejne nadania zaznacza się poprzez nałożenie srebrnych okuć na wstążkę.